# ديفيد آر. بالمر
ديفيد آر. بالمر (بالإنجليزية: David R. Palmer)‏‏ (12 مايو 1941 في شيكاغو - ) روائي، وكاتب خيال علمي من الولايات المتحدة.